# Факоліт (мінералогія)
Факоліт — мінерал, безбарвний різновид шабазиту у вигляді гексагональних двійникових проростань і сочевиць з родовища Лейпа (Ческа-Ліпа, Чехія).
Назва — від грецьк. «факос» — сочевиця, J.F.A.Breithaupt, 1836.